# Seznam apoštolských exarchátů
Toto je seznam apoštolských exarchátů katolické církve. Kurzívou je označen ritus.

## Amerika
- Argentina: melkitský, zřízen 20. dubna 2002
- Latinská Amerika a Mexiko: arménský, zřízen 3. července 1981
- Spojené státy americké: syrsko-malankarský, zřízen 14. července 2010
- Venezuela: melkitský, zřízen 19. února 1990
- Venezuela: syrský, zřízen 22. června 2001
- Kanada: syrský, zřízen 7. ledna 2016

## Afrika
- Západní a Střední Afrika: maronitský, zřízen 13. ledna 2014

## Asie
- Charbin: ruský, zřízen 20. května 1928
- Istanbul: řecký, zřízen 11. června 1911
- Svatého Efréma v Khadki: syrsko-malankarský, zřízen 26. března 2015

## Evropa
- Sofie: bulharský, zřízen roku 1926
- Česká republika: rusínský, zřízen 18. ledna 1996
- Německo a Skandinávie: ukrajinský, zřízen 17. dubna 1959
- Řecko: řecký, zřízen 11. června 1932
- Makedonie: makedonský, zřízen 11. ledna 2001
- Rusko: ruský, zřízen roku 1917
- Srbsko: chorvatský, zřízen 28. srpna 2003

## Zaniklé apoštolské exarcháty
- Spojené státy americké: melkitský, zřízen 10. ledna 1966 - zánik s povýšením na eparchii Newton dne 28. června 1976
- Spojené státy americké: rumunský, zřízen 11. ledna 1982 - zánik s povýšením na eparchii svatého Jiří v Cantonu dne 26. března 1987
- Spojené státy americké: rusínský, zřízen 8. května 1924 - zánik s povýšením na eparchii Pittsburgh dne 6. července 1963
- Košice: slovenský, zřízen 27. ledna 1997 - zánik s povýšením na eparchii Košice dne 30. ledna 2008
- Spojené státy americké: ukrajinský, zřízen 8. května 1924 - zánik s povýšením na archieparchii Filadelfie dne 10. července 1958
- Brazílie: ukrajinský, zřízen 30. května 1962 - zánik s povýšením na eparchii svatého Jana Křtitele v Curitibě dne 29. listopadu 1971
- Manitoba: ukrajinský, zřízen 15. června 1912 - zánik s povýšením na archieparchii Winnipeg dne 3. listopadu 1956
- Edmonton: ukrajinský, zřízen 19. ledna 1948 - zánik s povýšením na eparchii Edmonton dne 3. listopadu 1956
- Velká Británie: ukrajinský, zřízen 10. června 1957 - zánik s povýšením na eparchii Svaté rodiny v Londýně dne 18. ledna 2013
- Francie: ukrajinský, zřízen 22. července 1960 - zánik s povýšením na eparchii svatého Vladimíra Velikého v Paříži dne 19. ledna 2013
- Argentina: ukrajinský, zřízen 9. února 1968 - zánik s povýšením na eparchii Santa María del Patrocinio v Buenos Aires dne 24. dubna 1978
- Saskatoon: ukrajinský, zřízen 10. března 1951 - zánik s povýšením na eparchii Saskatoon dne 3. listopadu 1956
- Stamford: ukrajinský, zřízen 20. července 1956 - zánik s povýšením na eparchii Stamford dne 10. července 1958
- Toronto: ukrajinský, zřízen 19. ledna 1948 - zánik s povýšením na eparchii Toronto dne 3. listopadu 1956
- Spojené státy americké a Kanada: arménský, zřízen 3. července 1981 - zánik s povýšením na eparchii Naší Paní z Naregu v New Yorku dne 12. září 2005
- Spojené státy americké: chaldejský, zřízen 11. ledna 1982 - zánik s povýšením na eparchii svatého Tomáše apoštola v Detroitu dne 3. srpna 1985
- Addis Abeba: etiopský, zřízen 31. října 1951 - zánik s povášením na archieparchii Addis Abeba dne 20. února 1961
- Asmara: etiopský, zřízen 31. října 1951 - zánik s povýšením na eparchii Asmara dne 20. února 1961
- Spojené státy americké: maronitský, zřízen 10. ledna 1966 - zánik s povýšením na eparchii svatého Marona v Detroitu dne 29. listopadu 1971
- Bijnor: syrsko-malabarský, zřízen 23. března 1972 - zánik s povýšením na eparchii Bijnor dne 26. února 1977
- Chanda: syrsko-malabarský, zřízen 29. července 1968 - zánik s povýšením na eparchii Chanda dne 26. února 1977
- Jagdalpur: syrsko-malabarský, zřízen 23. března 1972 - zánik s povýšením na eparchii Jagdalpur dne 26. února 1977
- Sagar: syrsko-malabarský, zřízen 29. července 1968 - zánik s povýšením na eparchii Sagar dne 26. února 1977
- Satna: syrsko-malabarský, zřízen 29. července 1968 - zánik s povýšením na eparchii Satna dne 26. února 1977
- Ujjain: syrsko-malabarský, zřízen 29. července 1968 - zánik s povýšením na eparchii Ujjain dne 26. února 1977
- Miskolc: maďarský, zřízen 4. června 1924 - zánik s povýšením na eparchii Miskolc dne 20. března 2015